# Babke
Babke ist ein Ortsteil der Stadt Mirow im Süden des Landkreises Mecklenburgische Seenplatte in Mecklenburg-Vorpommern.

## Geografie und Verkehrsanbindung
Babke liegt nordöstlich des Kernortes Mirow. Östlich fließt die Havel. Nördlich vom Ort erstreckt sich der Zotzensee und südlich der Jäthensee.

## Geschichte
Das Straßendorf Babke wurde 1257 erstmals in einer Urkunde des Fürsten Nikolaus von Werle erwähnt. Der Ortsname leitet sich vom Slawischen baba bzw. babak ab, was so viel wie alte bedeutet.
1786 wurde eine Glashütte gebaut und 1839 ein Kalkofen. Zudem existierten eine Mühle und bis in die 1960er Jahre eine Schule.
Am 1. Juli 1950 wurde Babke nach Blankenförde-Kakeldütt eingemeindet. Diese Gemeinde wurde zum 1. Januar 1973 aufgelöst und in die Gemeinde Roggentin eingemeindet. Seit der Eingemeindung von Roggentin am 25. Mai 2014 ist Babke ein Ortsteil der Stadt Mirow.

## Sehenswürdigkeiten

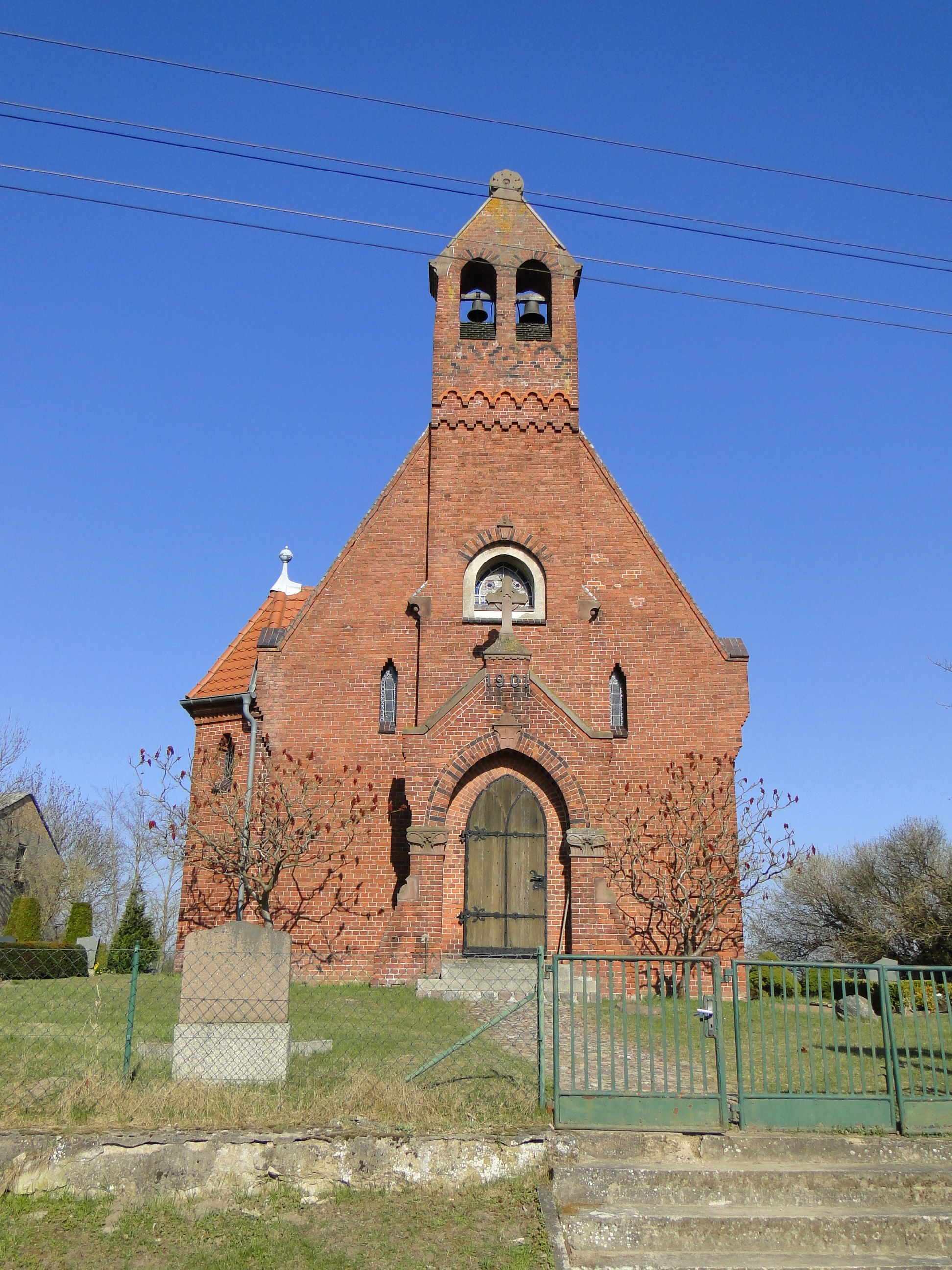
Dorfkirche in Babke (2010)

In der Liste der Baudenkmale in Mirow sind für Babke drei Baudenkmale aufgeführt:
- Dorfkirche Babke
- Torbogen aus Holz (Babke 3), sogenanntes Sonnentor, es befand sich bis um 1905  in Hohenzieritz und war dort Teil eines Torhauses von um 1712[1]
- Kriegerdenkmal 1914/18 (in der Wendeschleife bei Babke 3)